# ARPANET

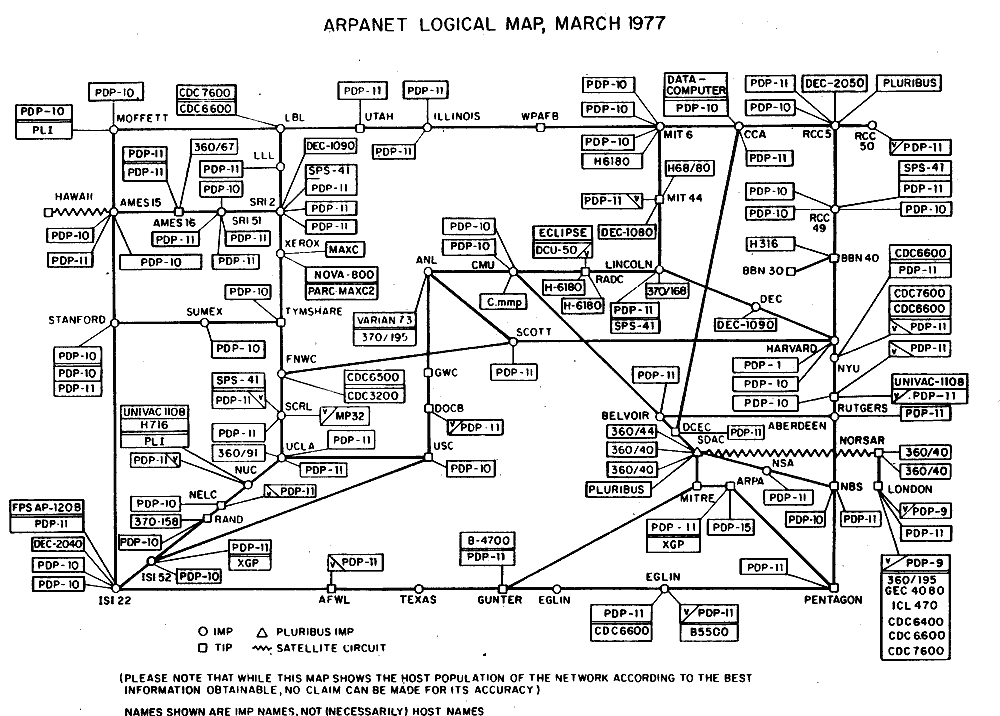
Sơ đồ mắc nối của mạng lưới ARPANET, tháng 3 năm 1977.

Mạng lưới Advanced Research Projects Agency Network  - viết tắt là ARPANET (dịch là Mạng lưới cơ quan với các đề án nghiên cứu tân tiến.) do ARPA (Advanced Research Projects Agency - dịch là Cơ quan Chỉ đạo các Dự án Nghiên cứu Tiên tiến) tiền thân của DARPA (Defense Advanced Research Projects Agency) Mỹ xây dựng. Bộ Quốc phòng Hoa Kỳ là cơ quan có mạng lưới dùng công nghệ chuyển mạch gói đầu tiên hoạt động, và là cha đẻ của mạng lưới Internet toàn cầu hiện nay.
Thời kỳ đó công nghệ chuyển mạch gói (Packet switching), bây giờ là nền tảng cơ bản cho cả truyền thông dữ liệu và âm thanh trên toàn thế giới, là một quan niệm mới, quan trọng trong công nghệ truyền thông dữ liệu. Trước đó, công nghệ truyền thông dữ liệu dựa trên công nghệ chuyển mạch kênh (circuit switching), tương tự như trong hệ thống điện thoại cũ, một mạch chuyên dụng được sử dụng trong toàn bộ thời gian của cuộc gọi, và chỉ có thể truyền thông được với một người duy nhất ở bên kia đầu dây.
Với công nghệ chuyển mạch gói, một hệ thống truyền thông có thể kết nối với nhiều máy, trên cùng một đường dây, bằng cách nhóm dữ liệu lại thành các gói. Không những đường dây kết nối có thể được dùng chung (như một lá thư có thể cùng một lúc được gửi đến nhiều nơi), song mỗi một gói dữ liệu còn có thể được định tuyến biệt lập với những gói dữ liệu khác. Đây chính là ưu điểm lớn nhất.

## Lịch sử của ARPANET
Ý tưởng đầu tiên về một mạng lưới máy tính cho phép truyền thông giữa nhiều người dùng được J.C.R. Licklider, hồi đó làm việc tại công ty Bolt, Beranek and Newman (BBN), phát biểu trong một loạt những bản ghi nhớ, bàn luận về quan niệm một "Mạng lưới ngân hà". Ý tưởng này bao gồm hầu hết tất cả những gì là Internet hiện nay.
Vào tháng 10 năm 1962, Licklider được đề bạt là chủ nhiệm chương trình "Khoa học hành vi, mệnh lệnh và điều khiển" tại ARPA của bộ quốc phòng Mỹ (tên gọi lúc đó). Ông thuyết phục Ivan Sutherland và Bob Taylor rằng đây là một ý tưởng quan trọng, mặc dù ông đã rời ARPA trước khi những công việc thi hành ảo mộng của ông được thực hiện.
ARPA và Taylor tiếp tục quan tâm đến việc kiến tạo một mạng lưới truyền thông vi tính, một phần vì muốn cho phép những nhà nghiên cứu mà ARPA tài trợ, trên nhiều địa điểm khác nhau, tiếp tục được dùng các máy tính mà ARPA cung cấp, phần khác nhanh chóng sản xuất các phần mềm, cùng những kết quả nghiên cứu, được công bố và sử dụng rộng rãi. Taylor có ba thiết bị cuối (terminals) trong văn phòng của mình, kết nối với ba máy vi tính khác nhau do ARPA tài trợ: một cái dành cho SDC (System Development Corporation| - tạm dịch là Công ty xây dựng hệ thống) Q-32 tại Santa Monica, một cái dành cho Project Genie (tạm dịch là "Đề án thần đồng") tại Trường đại học California (University of California, Berkeley) và một cái dành cho Multics tại MIT (Massachusetts Institute of Technology - tạm dịch là "Học viện khoa học và kỹ thuật Massachusetts"). Taylor sau này nhớ lại:
"Với mỗi một thiết bị đầu cuối, tôi có một bộ lệnh người dùng riêng. Nếu tôi đang nói chuyện với một người ở S.D.C trên mạng, mà tôi muốn nói chuyện với một người mà tôi biết ở M.I.T về cuộc hội thoại tôi đang có, tôi phải đứng dậy, rời khỏi thiết bị cuối với người ở S.D.C, sang bên thiết bị đầu cuối kia, nối máy để liên lạc với họ.
Tôi nói, "thật là phiền hà!", hiển nhiên là chúng ta biết nên phải làm gì. Trong khi anh có ba thiết bị cuối, đáng ra, anh chỉ cần có một thiết bị cuối, mắc nối với bất cứ nơi nào mà anh muốn, nơi anh có thể tương tác dùng máy tính, mà thôi. Ý tưởng đấy chính là mạng ARPAnet." .
Hầu như trong cùng một thời điểm, một số người đã (tự bản thân) tìm ra những khía cạnh khác nhau của cái mà về sau này được gọi là "chuyển mạch gói"; Những người làm nên ARPANET sau này, đã tổng hợp ý kiến từ những nguồn sáng tạo khác nhau trên đây, mà thiết kế nên mạng lưới của mình.